# 劇透
劇透，或稱破哏、暴雷、捏他，即劇情透露，是把涉及劇情的作品（例如小說、電視劇、電影、漫畫及遊戲等）的內容洩漏的行為，其內容通常是涉及故事核心、伏線或结局。因此一般认为，對於未曾觀看原作的讀者，在得悉劇透的內容後，可能會減少欣賞原作的興致。然而，適量的劇透可以增加讀者或觀眾追看的意慾，大部分的電視劇或動畫也有下一集的預告，有时候提前知道结局不僅不會有影響，反而会增加叙事张力；缺乏惊喜也可能会是乐趣的一部分；此外，人类喜欢预测，太多的意外会让人感到沮丧 。

## 同義詞
- 捏他：“捏他”音譯自日文的（罗马字：netabare），意即剧透。也可以指戲仿或惡搞。[3]
- 爆雷：「雷」源自于「雷文」一詞，即暴露電影、小說或歌唱比賽等演藝作品結果的文章。此一用法是因為這種文章如地雷一樣，從標題看不出來，但看到內文後就知道了結果(像誤踩地雷一樣突然被強迫得到不想要的東西)。「爆雷」指的是主動将作品內容暴露出來的行为(像主動引爆地雷，波及無辜)。[4]

## 爭議案例
- 1987年，ENIX（現為史克威爾艾尼克斯）對於遊戲雜誌《Hi-SCORE》刊登「勇者鬥惡龍II 惡靈的諸神」的劇透，上訴法院，《Hi-SCORE》被判暫時停刊。

- 於2007年7月21日發售的為防止內容洩漏，不惜耗巨資保密。然而，在發售前被駭客取得部份內容並發放在網絡，後來美國出版商Scholastic向法庭申請要求Photobucket及Gaia Online刪除其用戶上載小說內容的圖像[5]。

## 延伸阅读
- 陈刚 (编). . 国际在线. 2007-08-03  [2007-11-23]. （原始内容存档于2013-03-14） （中文（中国大陆））.